# Maria Karłowska
Maria Karłowska (Karłowo, 4 settembre 1865 – Pniewite, 24 marzo 1935) è stata una religiosa polacca, fondatrice delle Suore del Divin Pastore della Provvidenza Divina.

## Biografia
Nata in Polonia in una numerosa famiglia, perse diciassettenne entrambi i genitori. Fu apprendista sarta a Berlino e iniziò poi a lavorare nel laboratorio di una sua sorella.
Si dedicava alla visita domiciliare agli ammalati poveri della sua città. Imbattutasi nella realtà della prostituzione, diede inizio a un'opera per la rieducazione e il reinserimento in società delle vittime dello sfruttamento: per gestire tale opera, l'8 settembre 1896 fondò una nuova congregazione religiosa, detta delle Suore del Divin Pastore della Provvidenza Divina.
Morì nel 1935.

## Il culto
Dichiarata venerabile l'11 luglio 1995, è stata proclamata beata da papa Giovanni Paolo II a Zakopane il 6 giugno 1997, nel corso del suo viaggio apostolico in Polonia.
La sua memoria liturgica ricorre il 24 marzo.